# Ларкин, Барри
Барри Луис Ларкин (англ. Barry Louis Larkin, род. 28 апреля 1964, Цинциннати, Огайо) — американский профессиональный бейсболист, выступавший в Главной лиге бейсбола за клуб «Цинциннати Редс» с 1986 по 2004 год. В 1990 году был одним из ключевых игроков «Редс», благодаря чему команда смогла стать чемпионом Мировой серии. В 2012 году Ларкин был включён в Национальный бейсбольный Зал славы.

## Биография
Барри Ларкин родился 28 апреля 1964 года вырос в Цинциннати, учился в университете Мичигана, где выступал за бейсбольную команду. По окончании обучения некоторое выступал в низших лигах, пока 13 августа 1986 года не дебютировал в МЛБ. Вскоре он стал основным шорт-стопом «Редс» и играл на высоком уровне почти 20 лет, лишь с 1997 по 2003 год его время на поле было ограничено из-за травм.
По окончании сезона 2004 года Ларкин завершил игровую карьеру и получил должность в руководстве клуба МЛБ «Вашингтон Нэшионалз», которую занимал несколько лет пока не перешёл в ESPN на должность бейсбольного аналитика. В 2009 году он работал тренером сборной США на Мировой бейсбольной классике, а в 2013 году был менеджером сборной Бразилии на квалификационном турнире на Мировую бейсбольную классику 2013 года.
Ларкин считается одним из лучших игроков своего времени. За время выступлений в МЛБ он трижды становился обладателем награды Золотая ловушка, девять раз награды Серебряная бита, двенадцать раз участвовал в матчах всех звёзд МЛБ, а в 1995 году был назван самым ценным игроком Национальной лиги.
Сын — баскетболист Шейн Ларкин.